# Modul University Vienna
 (février 2021).
La mise en forme du texte ne suit pas les recommandations de Wikipédia : il faut le « wikifier ».
Les points d'amélioration suivants sont les cas les plus fréquents :
- Les titres sont pré-formatés par le logiciel. Ils ne sont ni en capitales, ni en gras.
- Le texte ne doit pas être écrit en capitales (les noms de famille non plus), ni en gras, ni en italique, ni en « petit »…
- Le gras n'est utilisé que pour surligner le titre de l'article dans l'introduction, une seule fois.
- L'italique est rarement utilisé : mots en langue étrangère, titres d'œuvres, noms de bateaux, etc.
- Les citations ne sont pas en italique mais en corps de texte normal. Elles sont entourées par des guillemets français : « et ».
- Les listes à puces sont à éviter, des paragraphes rédigés étant largement préférés. Les tableaux sont à réserver à la présentation de données structurées (résultats, etc.).
- Les appels de note de bas de page (petits chiffres en exposant, introduits par l'outil «  Source ») sont à placer entre la fin de phrase et le point final[comme ça].
- Les liens internes (vers d'autres articles de Wikipédia) sont à choisir avec parcimonie. Créez des liens vers des articles approfondissant le sujet. Les termes génériques sans rapport avec le sujet sont à éviter, ainsi que les répétitions de liens vers un même terme.
- Les liens externes sont à placer uniquement dans une section « Liens externes », à la fin de l'article. Ces liens sont à choisir avec parcimonie suivant les règles définies. Si un lien sert de source à l'article, son insertion dans le texte est à faire par les notes de bas de page.
- La présentation des références doit suivre les conventions bibliographiques. Il est recommandé d'utiliser les modèles {{Ouvrage}}, {{Chapitre}}, {{Article}}, {{Lien web}} et/ou {{Bibliographie}}. Le mode d'édition visuel peut mettre en forme automatiquement les références.
- Insérer une infobox (cadre d'informations à droite) n'est pas obligatoire pour parachever la mise en page.

Pour une aide détaillée, merci de consulter Aide:Wikification.
Si vous pensez que ces points ont été résolus, vous pouvez retirer ce bandeau et améliorer la mise en forme d'un autre article.
 (février 2021).
Modul University Vienna (abrégé MU Vienna) est une université privée créée en 2007 à Vienne, en Autriche, par la Chambre de commerce et d’industrie de Vienne. Située sur la colline du Kahlenberg, elle est spécialisée dans les domaines suivants: tourisme, nouvelles technologies de l'information et des médias, durabilité, management et gouvernance publique.

## Histoire

### Fondation et vision
Modul University Vienna a été fondée par la Chambre de commerce et d'industrie de Vienne et l'homme d'affaires saoudo-autrichien Mohamed Bin Issa Al Jaber. Elle a été construite avec le soutien de la ville de Vienne et de l'Office du tourisme de Vienne. L'objectif des fondateurs était d'offrir aux étudiants des études avec une orientation internationale, mais aussi une approche pratique et un accent mis sur la recherche dans les domaines du tourisme, des technologies de l'information et de l'administration publique, en tirant parti du rôle actif de Vienne dans le tourisme urbain européen. Karl Wöber, qui avait enseigné auparavant dans le domaine du tourisme à l'Université d'Economie et de Commerce de Vienne, a été nommé président fondateur.
En 2012, la Chambre de commerce et d'industrie de Vienne est devenue propriétaire unique et a posé les bases d’un développement réussi de l'université dans les domaines du business et du tourisme. Pendant les dix premières années, trois programmes de licences et quatre programmes de master ont été accrédités. En 2012, c’est un programme de doctorat qui, à son tour, a été accrédité.
Depuis janvier 2013, la Modul University Vienna  est membre du Consortium des universités européennes (EUC), un groupe d'établissements d'enseignement supérieur qui promeut les programmes de licence enseignés en anglais en Europe. L'orientation internationale de la Modul University Vienna se manifeste non seulement par l’aspect international de l’enseignement et de la recherche, mais aussi par l'internationalité de ses sites d’opération. Des programmes d'études sont proposés non seulement à Vienne, mais aussi à Dubaï (EAU) depuis 2016 et à Nanjing (République populaire de Chine) depuis 2017.
La Modul University Vienna fonde ses priorités de recherche sur les principes suivants: durabilité, économie et innovation. L'objectif principal est de créer des retombées positives pour la société. Les différentes disciplines scientifiques présentes à la Modul University Vienna sont guidées par ces principes, qui se retrouvent dans le cursus de chacun des programmes. Leur pertinence se reflète également dans le travail quotidien du personnel et des étudiants.

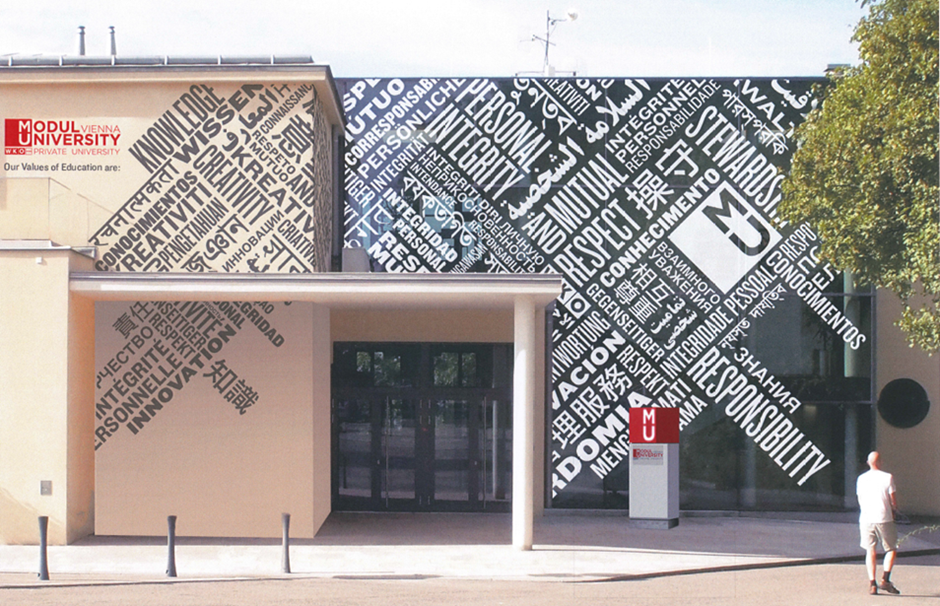
Entrée de la Modul University Vienna

En outre, la Modul University Vienna s’est efforcée de mettre en place un enseignement universitaire holistique qui se définit par une combinaison de compétences décisionnelles et qui se base à la fois sur une résolution méthodique des problèmes et sur des compétences sociale. L'inclusion et la promotion des valeurs éducatives suivantes ont été décidées par le Sénat de l'Université le 16 janvier 2012:
- Connaissance, créativité et innovation: «Remettre en question ce que la société considère comme acquis et accueillir le changement».
- Intégrité personnelle: «Soutenir les principes d'égalité et de justice».
- Respect mutuel: «Valoriser la diversité et l'humanité».
- Responsabilité et serviabilité: «Devenir des ambassadeurs d'un mode de vie durable et responsable».

Ces valeurs sont affichées sur la façade du bâtiment de l'université dans les 12 langues les plus parlées dans le monde.
En 2015, la Modul University Vienna a fondé la Modul University Technology GmbH, un spin-off pour la recherche et développement, qui se concentre sur les applications multimédia, la télévision interactive et les processus automatisés d'extraction des connaissances.
En 2020, la Chambre de commerce et d'industrie de Vienne a vendu 90 % de ses parts à l'entrepreneur britannique Suresh Sivagnanam (* 1970), fondateur de vdoc, une plateforme de conseils et de soins médicaux en ligne qui offre à ses membres un accès rapide aux installations médicales du monde entier.
L'université a été conçue et appelée Modul University Vienna par des employés du Modul Tourism College, une école secondaire de gestion hôtelière et de gastronomie également fondée par la Chambre de commerce et d'industrie de Vienne en 1908. Le nom Modul vient de la structure en nid d'abeille du Modul Tourism College, dans lequel l'école et l'hôtel adjacent du même nom sont constitués de «modules» octogonaux connectés. L'école et l'hôtel sont situés dans le 19ème arrondissement (Döbling) et ont été conçus et construits entre 1973 et 1975. Entretemps, l'hôtel a été fermé. Il n'est pas nécessaire d'être allé au Modul Tourism College pour être admis à la Modul University Vienna.

### Accréditation
La Modul University Vienna a été accréditée le 30 juillet 2007 par le Conseil autrichien d'accréditation, chargé par l'État de la reconnaissance des universités privées en Autriche au nom du ministère des Sciences. L’université a ouvert à l'automne 2007. En 2014, l'université a été réaccréditée pour la première fois par l'Agence pour l'assurance qualité et l'accréditation en Autriche, qui a été fondée le 1er mars 2011 à la suite de la loi sur l'assurance qualité des universités (HS-QSG) qui établissait une refonte fondamentale du système d'assurance qualité externe en Autriche,. En outre, les programmes d'études en tourisme proposés par la Modul University Vienna sont certifiés Ted.Qual de l'Organisation mondiale du tourisme des Nations Unies (OMT) depuis 2012.

### Durabilité
La durabilité est l'un des principes de base de la Modul University Vienna et constitue une composante essentielle de l’enseignement et de la recherche. La façon d’opérer de l'université permet de minimiser les externalités négatives sur l’environnement grâce à de nombreuses mesures: des panneaux solaires, un système de chauffage à pellets, un système de gestion des déchets, etc. Toutes ces mesures visent à promouvoir un mode de pensée et de vie durable parmi les étudiants et le personnel. Un comité pour la durabilité (‘Sustainability Committee’), élu par le Sénat de l'Université, assure une communication continue sur ces objectifs et les mesures prises afin d'améliorer la sensibilisation à la durabilité parmi les étudiants, le personnel, les fournisseurs et les partenaires de l’université.

## Gouvernance
La Modul University Vienna est gérée par un organe collégial composé du recteur, du vice-recteur et du directeur général. Le Conseil de l’Université soutient le développement de la Modul University Vienna et se compose de quatre représentants des propriétaires, de deux représentants de l'industrie et de deux représentants d'autres universités. Le Sénat de l’Université se compose de 23 membres ; il élit les membres de divers comités et propose des candidats aux postes de recteur et de vice-recteur.

## Unités de recherche
La Modul University Vienna comprend quatre unités de rechercher et un institut de recherche:
- Développement durable, gouvernance et méthodes (Responsable: Prof. Sabine Sedlacek)
- Tourisme et gestion des services (Responsable: Prof. Astrid Dickinger)
- Management international (Responsable: Prof. Horst Treiblmaier)
- Data Science appliqué (Responsable intérimaire: Prof. Karl Wöber)
- Institut de recherche sur les technologies des nouveaux médias (Responsable: Prof. Arno Scharl)

## Offres de formation
Durant l’année universitaire 2018/19, 942 étudiants étaient inscrits, dont 186 à Dubaï et 89 à Nanjing. Une des particularités de la Modul University Vienna est sa proportion particulièrement élevée d'étudiants internationaux (70%) et la diversité de leurs origines. Au cours de l'année universitaire 2018/19, les étudiants venaient de 62 pays différents. Conformément aux instructions de l' Agence pour l'assurance qualité et l'accréditation en Autriche et de la Knowledge and Human Development Authority (KHDA) à Dubaï, la formation proposée à Dubaï sera achevée en 2023,.
La Modul University Vienna propose des formations de niveau Licence (BBA, BSc), Master (MSc, MBA) et Doctorat (PhD) dans les domaines du management international, de l'économie de service, du tourisme, de la durabilité, de la gestion et de l'analyse des données et de la conception de systèmes d'information innovants. Aux matières de base, qui forment un socle obligatoire dans chacune des formations, s’ajoutent des matières d’approfondissement qui donnent la possibilité de se spécialiser dans différents domaines d'expertise. Les formations suivantes sont proposées à la Modul University Vienna:
- Bachelor of Science (BSc) in International Management
- Bachelor of Science (BSc) in International Management with Professional Experience (en cours d’accréditation)
- Bachelor of Science (BSc) in Applied Data Science (en cours d’accréditation)
- Bachelor of Business Administration (BBA) in Tourism and Hospitality Management
- Bachelor of Business Administration (BBA) in Tourism, Hotel Management and Operations
- Master of Science (MSc) in Sustainable Development, Management and Policy
- Master of Science (MSc) in International Tourism Management
- Master of Science (MSc) in Management
- Master of Business Administration (MBA)
- Doctor of Philosophy (PhD) in Business and Socioeconomic Sciences

Sur le campus de Dubaï:
- Bachelor of Science (BSc) in International Management
- Bachelor of Business Administration (BBA) in Tourism and Hospitality Management
- Master of Science (MSc) in Sustainable Development, Management and Policy
- Master of Business Administration (MBA)

Sur le campus de Nanjing:
- Bachelor of Business Administration (BBA) in Tourism and Hospitality Management

Toutes les formations sont enseignées exclusivement en anglais. La Modul University Vienna a 21 universités partenaires à travers le monde où ses étudiants peuvent faire un semestre d’échange.

## Recherche
La Modul University Vienna se caractérise par un engagement important dans la recherche fondamentale et appliquée. Les thèmes de recherche se situent dans les domaines de l'économie, des sciences sociales et des sciences de l'information et portent sur des questions de recherche actuelles et futures. L’enseignement est aussi axé sur la recherche de la Modul University Vienna, ce qui se reflète dans la discussion des projets de recherche actuels dans l'enseignement, mais aussi dans la participation active des étudiants aux projets de recherche. En outre, la Modul University Vienna soutient de jeunes chercheurs, en particulier depuis l'accréditation du programme de doctorat en sciences économiques et socio-économiques en 2012. De 2007 à 2017, la faculté de la Modul University Vienna a publié 670 articles scientifiques et 600 contributions à des conférences, et a mené à bien 68 projets de recherche nationaux et internationaux.
En 2015, la Modul University Vienna a fondé Modul University Technology GmbH, un spin-off de R&D axé sur les applications multimédia, la télévision interactive et les processus automatisés d'extraction de connaissances.
Axe de recherche de la Modul University Vienna:
- Analyse de grandes quantités de données (Big Data), extraction de connaissances et diffusion d'informations
- Communication environnementale axée sur le changement climatique
- Financement de l'énergie et système de fixation des prix
- Marketing numérique
- Finance durable, gestion de fonds et évaluation des actifs
- Impact de la technologie blockchain / ledger distribué
- Tourisme durable et politique de développement régional
- Gouvernance pour l' innovation et le développement durable
- Éducation au développement durable
- Mesurer les conditions de vie et la qualité de vie
- Décroissance
- Méthodes d'analyse des données empiriques
- Analyse des flux de déplacements et des comportements de loisirs
- Développement et évaluation de systèmes d'information et d' aide à la prise de décision
- Innovation et Design Thinking
- Etude de marché et analyse du comportement des consommateurs

| Acronyme                                                                            | Période   | Objectif | Organisme de financement                                                                                              | Consortium |
| RAVEN                                                                               | 2008-2010 | Analyser et visualiser les relations dans les réseaux en évolution. | FFG (de) | Modul University Vienna (AT), Vienna University of Economics and Business (AT), Know-Center (AT), SmApper Technologies, Gentics Software (AT) |
| DecarboNet                                                                          | 2013-2017 | Étudier le potentiel des plateformes sociales dans l'atténuation du changement climatique,. | CAPS (Collective Awareness Platforms for Sustainability & Social Innovation), European Union, 7th FP and Horizon 2020 | Modul University Vienna (AT), KMI - The Open University (UK), University of Sheffield (UK), WWF Schweiz Switzerland (CH), Vienna University of Economics and Business (AT), Waag Society, Green Energy Options |
| PHEME                                                                               | 2014-2017 | Mettre au point une technologie permettant de déterminer la véracité des affirmations faites en ligne,. | European Union, 7th FP                                                                                                | University of Sheffield (UK), Universität des Saarlandes (DE), Modul University Vienna (AT), Ontotext (BU), ATOS Spain SA (ES), King’s College London (UK), iHub Ltd., SwissInfo.ch (CH), University of Warwick (UK)                                                                                               |
| Investment Funds for Technology-Based Start-Ups in Vienna                           | 2015-2016 | Analyser de façon approfondie l'écosystème de la start-up viennoise. | Vienna Chamber of Commerce and Industry                                                                               | Modul University Vienna (AT) |
| VorTEIL – Vorzeigeregion Tourismus                                                  | 2016-2017 | Le projet "VorTEIL - Région touristique phare pour l'énergie" vise à identifier les synergies potentielles tout au long de la chaîne de valeur et parmi les acteurs concernés et de démontrer que les technologies durables et économes en ressources peuvent répondre aux exigences des infrastructures touristiques. | Klima- und Energiefonds (de) – Energieforschungsprogramm                                                              | Austrian Institute of Technology GmbH (AT), Modul University Vienna (AT), mitPlan GmbH (AT) |
| InVID                                                                               | 2016-2018 | Vérifier le contenu vidéo des médias sociaux pour l'industrie de l'information. | Horizon 2020 | CERTH, Modul Technology GmbH (AT), Universitat de Lleida (UdL), EXO MAKINA (FR), WebLyzard Technology GmbH (AT), Condat AG (DE), APA-IT (AT), Agence France-Presse (FR), Deutsche Welle (DE) |
| TRIANGLE - The Tourism Research, Innovation and Next Generation Learning Experience | 2016-2019 | Créer une alliance de connaissances entre les établissements d'enseignement supérieur et les entreprises de toute l'Europe, en proposant un système commun de formation au tourisme durable pour les zones protégées et les destinations de tourisme vert.                                                             | Erasmus+ | Algarve University (ES), Eberswalde University (DE), Modul University Vienna (AT), Paris 1 Panthéon-Sorbonne University (FR) |
| SCITHOS - Smart City Hospitality                                                    | 2016-2019 | SCITHOS introduit le concept de Smart City Hospitality, composé de lignes directrices et d'outils, qui peut aider les villes à faire la transition vers un tourisme écologiquement et socialement responsable qui contribue simultanément à la prospérité (économique) à long terme.                                   | European Union, FFG (de), ERA-Net                                                                                     | NHTV Breda University of Applied Sciences (NL), West Norway Research Institute (NO), Worldline Iberia SA (ES), Modul University Vienna (AT) |
| INCLUDE - Indigenous Communities Land Use and Tropical Deforestation                | 2016-2021 | Etudier le problème de la déforestation dans le Chaco argentin sec dans la province de Salta (le Chaco Saltenho). | European Research Council (ERC) Consolidator Grant Scheme                                                             | University of Bern (CH), University of Reading (UK), Modul University Vienna (AT) |
| APCC Special Report on Tourism, large Culture, Sports Events and Climate change     | 2018-2020 | Résumer et évaluer l'état des connaissances sur tous les aspects de ce sujet, en se basant sur les contributions de l'ensemble de la communauté des chercheurs autrichiens et des experts concernés, et en s'ouvrant à ces contributions.                                                                              | Klima- und Energiefonds (de), ACRP                                                                                    | University of Natural Resources and Life Sciences Vienna (AT), Zentralanstalt für Meteorologie und Geodynamik (AT), Joanneum Research (AT) |
| ECOMOVE                                                                             | 2018-2020 | Développer une plateforme pour prévoir les goulets d'étranglement de la mobilité et promouvoir des changements de comportement durables. | FFG (de) | Modul University Vienna (AT), nast consulting ZT GmbH (AT), Unwired Networks GmbH |
| Carrying capacity methodology for tourism                                           | 2019-2020 | Déterminer la capacité de charge dans les régions dominées par le tourisme. | ESPON EGTC | ÖIR GmbH (AT), Modul University Vienna (AT), University of Ljubljana (SI), alohas (SI) |
| Qualification-Network “Smart Data Analytics für die Hotellerie”                     | 2019-2020 | Fournir aux employés des entreprises participantes des méthodes innovantes pour traiter les données internes et externes et ainsi créer des compétences pour la transformation numérique. | FFG (de) | Technical University Vienna (AT) and 17 other organizations |
| i-conn Interdisciplinary connectivity                                               | 2019-2023 | Comprendre et gérer des systèmes complexes en utilisant la connectivité. | Horizon 2020 | University of Durham (UK), Modul University Vienna (AT), Jacobs University Bremen (DE), AAI (CY), European University Cyprus (CY), University of Vienna (AT), University of Natural Resources and Life Sciences Vienna (AT), Environment Agency (UK), Masarykova University (CZ), Universitie d’Aix-Marseille (FR) |

## Récompenses et classements
La Modul University Vienna a été reconnue à plusieurs reprises pour ses réussites en matière de recherche et son focus sur la durabilité. En 2018 et 2020, elle a été classée parmi les 25 meilleures universités du monde dans la catégorie «publications les plus fréquemment citées» dans le classement U-Multirank,. En 2012, la Modul University Vienna a reçu le Prix National Autrichien pour la Durabilité pour son projet "Promotion des initiatives durables des parties prenantes " dans le domaine de l'ancrage structurel. En 2016, la Modul University Vienna a reçu deux prix pour son travail dans le domaine de l'éducation à la durabilité : la deuxième place pour le projet "SusToGo - Sustainability to go" dans la catégorie "Initiatives d'étudiants" et pour le projet "DecarboNet" dans la catégorie "Communication et prise de décision".

## Talents Squared
En 2018, un start-up hub pour les entrepreneurs a été créé à la Modul University Vienna. Ce start-up hub combine les compétences de l'université en matière d'enseignement et de recherche avec le développement local et régional de la scène des start-ups. Le développement de l’écosystème des start-ups est caractérisé par un accent mis sur la gestion des services et par la recherche interdisciplinaire sur l'innovation. Le centre de compétences Talents Squared sert d'accélérateur pour des start-ups sélectionnées dans les secteurs de l'alimentation, de la restauration, de l'hôtellerie et des services afin de promouvoir des idées et des produits innovants jusqu'à leur maturité commerciale.

## Partenaires
La Modul University Vienna entretient un certain nombre de coopérations avec des partenaires universitaires et industriels, ainsi qu'avec des organisations du monde entier. Elle a conclu des accords d'échange d'études avec les institutions partenaires suivantes :

### Asie
Université de Boğaziçi (Turquie), Université polytechnique de Hong Kong (RAS de Hong Kong), Université Taylor (Malaisie), Université de la ville de Macao (RAS de Macao).
La Modul University Vienna est le premier partenaire international d'AdmitAll, une entreprise de technologie de l'éducation basée aux Philippines.

### Europe
Dublin Institute of Technology (Irlande), NHTV Breda University of Applied Sciences (Pays-Bas), University of Southern Denmark (Danemark), University of Surrey (UK), La Rochelle Business School (France), Ramon Llull University (Espagne), Cologne Business School (Allemagne), University of Barcelona (Espagne), University of West London (UK), University of Surrey (UK), ISAG - European Business School (Portugal).

### Amérique du Nord et du Sud
Université d'État de San Francisco (États-Unis), Université Temple (États-Unis), Virginia Tech (États-Unis), Universidad Anáhuac Mayab (Mexique), Université du centre de la Floride (États-Unis), Université de Floride (États-Unis), UIDE Universidad Internacional del Ecuador (Équateur).

## Campus
La Modul University Vienna se trouve sur le Kahlenberg, point culminant à 484 mètres d’altitude, dans le 19ème arrondissement de Vienne, en Autriche (Döbling). Le Kahlenberg, qui se trouve dans la Wienerwald, la forêt viennoise, est l'une des destinations les plus populaires pour les excursions à la journée à partir de Vienne car il offre une vue sur toute la ville. Des places en résidences étudiantes pour les étudiants de l’Université dans les 19e et 20e arrondissements de Vienne sont proposées aux étudiants. De nombreux étudiants vivent également dans d'autres quartiers de Vienne ou dans leur ville et pays d'origine et font la navette jusqu'au campus. On peut se rendre au Kahlenberg en voiture ou en bus (ligne 38A) via la Höhenstraße, dont une partie est pavée.

### Activités extracurriculaires
Conformément aux valeurs éducatives fondamentales de l'Université, la Modul University Vienna a créé un certificat interculturel MU Cares pour encourager les étudiants à s’engager au sein de la société civile parallèlement à leurs études. L'université offre aux étudiants la possibilité de participer à des événements caritatifs et sociaux, tant sur le campus que de leur propre initiative en-dehors du campus. Elle encourage et soutient ses étudiants dans leur recherche d'expériences interculturelles et d’activités caritatives. À la fin de leurs études à la Modul University Vienna, les étudiants qui ont fait des activités extracurriculaires en accord avec la vision de MU Care reçoivent un certificat de l'université en complément de leur diplôme. En plus de ce programme, divers groupes d'étudiants tels que le Hotel Club, le Football Club, le Club des entrepreneurs ou le Movie Club contribuent à la vie étudiante. Chaque année, l'université organise une Journée internationale, un événement public où les étudiants présentent leur pays et ses traditions culturels. Les bénéfices de cet événement sont reversés à une cause caritative.

## Modul Career
Depuis avril 2010, la plateforme Modul Career est accessible aux étudiants et anciens étudiants de la Modul University Vienna et de l’Ecole de Tourisme Modul. Modul Career constitue à la fois un réseau, mais offre aussi des services de planification et de développement de carrière aux étudiants et aux diplômés des deux établissements d'enseignement. Son objectif est d'aider les étudiants à trouver un stage et de les soutenir dans la planification et le développement de leur carrière. Modul Career aide plus de 7 000 anciens élèves des deux institutions.

## Récompenses

### Sénateurs honoraires
- Brigitte Jank (de) (* 1951), en tant que présidente fondatrice du Conseil de l'Université, a soutenu le développement de l'université et a promu la vision d'une éducation holistique et axée sur les valeurs mentionnées précédemment.
- Mohamed Bin Issa Al Jaber (* 1959), sponsor de la Modul University Vienna, qui a accordé des bourses à de nombreux étudiants pendant les premières années de l'université.

### Porteurs d'anneaux
- Erich Auerbäck (* 1947), responsable de l'équipe qui a planifié et fondé la Modul University Vienna en 2007.

## Professeurs
- Graziano Ceddia
- Dimitris Christopoulos
- Astrid Dickinger
- Serdar Durmusoglu
- Jörg Finsinger (de)
- Marion Garaus
- Harvey Goldstein
- Ulrich Gunter
- Dagmar Lund-Durlacher
- Gunther Maier
- Josef Mazanec (de)
- Irem Önder
- Ivo Ponocny
- Margarethe Rammerstorfer
- Arno Scharl
- Sabine Sedlacek
- Egon Smeral
- Edith M. Szivas
- Horst Treiblmaier
- Karl Wöber (de)
- Andreas Zins